# Oberlunkhofen
Oberlunkhofen (schweizertyska: Oberlungkhofe) är en ort och kommun i distriktet Bremgarten i kantonen Aargau, Schweiz. Kommunen har 2 193 invånare (2023).